# Aristolochia cordiflora
Aristolochia cordiflora Mutis ex Kunth – gatunek rośliny z rodziny kokornakowatych (Aristolochiaceae Juss.). Występuje naturalnie w Gwatemali, Hondurasie, Nikaragui, Kostaryce, Panamie, Kolumbii oraz Ekwadorze.

## Morfologia
PokrójBylina pnąca o trwałych, zdrewniałych i owłosionych pędach.
LiścieMają owalny lub trójkątny kształt. Mają 10–18 cm długości oraz 7–16 cm szerokości. Nasada liścia ma prawie sercowaty kształt. Całobrzegie, ze spiczastym wierzchołkiem. Ogonek liściowy jest nagi i ma długość 4–8 cm.
KwiatyPojedyncze. Mają brązowo-purpurową barwę i 30 cm długości.
OwocePrawie zdrewniałe torebki. Mają 13 cm długości.

## Biologia i ekologia
Rośnie w lasach wilgotnych. Występuje na wysokości do 900 m n.p.m.